# Charles Chamberland
Charles Édouard Chamberland, född 12 mars 1853 och död 2 maj 1908, var en fransk bakteriolog.
Chamberland studerade först matematik och tjänstgjorde några år som lärare vid lyceet i Nîmes. Han kallades till Louis Pasteurs laboratorium i Paris 1875, och var 1878-1881 Pasteurs medarbetare. Chamberlands viktigaste arbeten inom bakteriologin berör bland annat bakteriegifters förvagande, mjältbrands etiologi och profylax samt vaccinering mot rabies. Chamberlands filter var en typ av i Paris tillverkade bakteriefilter av porös, bränd lera. De av Pasteur angivna föreskrifterna för massans sammansättning och bränningsproceduren hemlighölls.